# 神秘顧客
神秘顧客（又稱神秘客戶、神秘客、神秘访客或神访），早於1940年已經開始用來評核員工的服務質素。除了是市場調查公司用作評核服務質素或收集特定產品和服務的信息的工具外，也是一部分機構進一步實踐及提高整體零售行業服務水平之目標，及測試後頒獎表揚一些服務出眾之傑出零售機構，例如《米其林指南》會派出神秘客到受評餐廳消費用餐。
最常見需要使用神秘顧客服務的行業包括零售商店、戲院、餐廳、快餐連鎖店、銀行、加油站、汽車經銷商，酒店以及健身中心等。

## 工作
在神秘顧客進店探訪前，公司將依據客戶的特定要求與目標，對選定合適的神秘顧客進行系統專業的培訓，然後扮演成一般顧客來執行任務，如購買產品、查詢、登記投訴或其他方式，然後提供詳細的報告或意見分析。神秘顧客需要嚴格遵守由 「全球神秘顧客檢測協會」提出的「神秘顧客專業標準與道德協議」。

## 方法
神秘顧客服務範圍由簡單的問卷調查到錄音和錄影不等。很多神秘顧客公司是完全透過互聯網來管理，讓想加入神秘顧客行列的人可利用互聯網應徵，找到神秘顧客的工作和接受付款。
當客戶公司找尋提供神秘顧客服務的公司時候，雙方會共同制訂出合適的調查問卷，並研究如何透過神秘顧客服務來改進客戶服務質素。制訂問卷後會將問卷分配給經神秘顧客公司挑選出來的神秘顧客。
以下是一些常見資料：
- 每次電話訪問的日期和時間
- 每次探訪的店鋪名稱
- 多少位員工在店內工作
- 整個神秘顧客探訪過程需時多久
- 員工的名稱
- 整個探訪過程的感覺
- 提出問題時神秘顧客是否得到幫助
- 產品類別
- 員工有否或如何促成交易
- 員工有否邀請顧客再次光臨
- 貨架及環境是否清潔
- 服務速度
- 是否符合公司標準的服務、商店外觀

神秘顧客公司會給予一些指示或程序給神秘顧客用作在交易時測試員工的知識和服務技巧，以嚴格或特殊情況。例如：執行餐廳評核的神秘客會喬裝成患有乳糖不耐症，或執行服飾店評核的神秘客會要求禮品包裝服務。不是所有的神秘客任務都需要有購買行為。
當搜集資訊時，神秘客通常會在被評核的店家扮成一般消費者。他們有時需要拍照或測量評核的項目，退回貨物，或計算產品數量，席位，評核時段的人流。有時候也會需要定時器與計時器的使用。
在神秘客執行評核後並提交評核報告到神秘客公司後，神秘客公司會進行審核與分析提交的訊息，提交量化與質化的總結分析報告給客戶公司。並給予客戶公司該店家或餐廳相較於標準規定的表現的比較分析。

## 成長
根據2005年由神秘客協會 (MSPA) 委任的報告，神秘客公司在 2004 年的美國預計有6億美元的商機。參與此項報告的公司感受到從2003年到2004年有11.1%的成長，相較於其他公司的12.2% 的成長。這份報告在2004年估計包含了810萬個店家或飯店的參與。這份報告首度表現出此產業的協會企圖去量化這個神秘客行業。獨立的神秘客聯盟報導單在美國地區的神秘客就有150萬人次。歐盟地區類似的研究也顯示神秘客任務也列入公司的品質管理流程之一。